# Гаплогруппа R2 (Y-ДНК)
Гаплогруппа R2 или R-M479 — Y-хромосомная гаплогруппа, встречающаяся у народов Южной Азии, Средней Азии, Ближнего Востока, Кавказа и Восточной Европы. До 2005 года носила название P1.
Гаплогруппа R2 сформировалась 28,2 тыс. лет назад. Последний общий предок современных носителей гаплогруппы R2 жил 16,5 тыс. лет назад (даты определены по снипам компанией YFull).

## Субклады
| R2       | \| R2a-M124 \| \| \| |
|          | \| R2a-M124 \| \| \| |
| R2a-M124 |                      |
|          |                      |

## Описание
Гаплогруппа R2 определяется мутацией M479.
Гаплогруппа R2a определяется мутацией M124. По-видимому, эта гаплогруппа возникла около 30 — 35 тысяч лет назад в Средней Азии. Позднее, примерно 25 тысяч лет назад эта мутация начала распространяться в Индии.
В настоящее время гаплогруппа R2a-M124 широко распространена в Индии, Пакистане, с низкой и умеренной частотой в Средней Азии, на Ближнем Востоке и на Кавказе. Отдельные случаи обнаружения этой гаплогруппы отмечены среди населения Европы. За пределами этих регионов эта мутация полностью отсутствует.

## Распределение
Не менее 90 % носителей гаплогруппы R2 проживает в пределах индийского субконтинета. Частота этой гаплогруппы среди населения Индии и Шри-Ланки составляет 10—15 %. Наибольшая частота выявлена в этнических группах телугу (штат Андхра-Прадеш — 35—55 %), западных бенгальцев (23 %), палланы (14 %). Среди населения Пакистана эта гаплогруппа встречается с частотой 7—8 %.
В группе цыган-синти, являющихся выходцами из Индии, гаплогруппа R2 выявлена с частотой 53 %, однако выборка составила лишь 15 человек, таким образом, выводы делать преждевременно.
Гаплогруппа R2 с умеренной и низкой частотой обнаружена у населения Средней Азии. Её частота у таджиков составляет 6 %, у каракалпаков 6,8 %, у дунган Киргизии 5 %, у туркмен 3,3 %, у узбеков 2,2 %, у казахов 1,9 %.
Среди народов Кавказа R2 с достаточно высокой частотой обнаружена у курдов Грузии (44 %), осетин (8 %), балкарцев (8 %), азербайджанцев (3 %), кумыков (2,6 %), авар (2,4 %), армян (2 %), грузин (1—6 %). Также эта гаплогруппа выявлена у бурят (до 2 %) и калмыков с частотой 6 % (представители указанного для калмыков «монгольского» кластера R2, кроме монгольских народов, встречаются также среди иранцев и арабов).
В арабском мире наибольшая частота встречаемости гаплогруппы R2 зафиксирована у населения ОАЭ (3,69 %). В остальных арабских государствах её частота не превышает 1 %.

### Европа

#### Восточная Европа
Белоруссия
Центральная Белоруссия — 1,14 % (M124)
Россия
Среди русского населения гаплогруппа R2 практически не встречается. На данный момент[когда?] выявлен лишь один русский носитель этой гаплогруппы.

## Палеогенетика
- Y-хромосомную гаплогруппу R2 определили у образцов I11041 (2140—1972 лет до н. э.) и I2087 (2196—2034 лет до н. э.) из Гонур-депе, у энеолитического образца I8526 (3500-2800 лет до н. э.) из Геоксюра, образцов I4087 (R2a, 4000-3000 лет до н. э.) и I4085 (R2a3a, 4000—3000 лет до н. э.) из Анау, у четырёх образцов из Ганджи-Даре (8200—7800 лет до н. э.)[11].
- R2a2b1b2b-L295 определили у образца с христианского кладбища R (∼650—1000 гг.) на острове Кулубнарти[англ.] в Северном Судане[12]
- R2a2b1 определили у средневекового образца VK123 из Исландии (X—XIII века, озеро Миватн)[13].
- R2a-M479 определили по STR программой NevGen у образца MOT03 из Танкеевки в Спасском районе Татарстана (Late Kushnarenkovo/Karayakupovo, early Volga-Kama Bulghar period, X—XI века)[14].
- R2a2a1-FGC49589 определили у образца IMO7 из массового захоронения в Лазаретто-дель-Оссерванца, которые датируются вспышкой чумы 1630—1632 годов в Имоле (Imola) на севере Италии[15].

## Публикации
- Kushniarevich A, Sivitskaya L, Danilenko N, et al. Uniparental genetic heritage of belarusians: encounter of rare middle eastern matrilineages with a central European mitochondrial DNA pool. PLOS One (13 июня 2013).